# Dorian Gray arcképe
A Dorian Gray arcképe Oscar Wilde egyetlen regénye. Fausti motívumokat feldolgozó, gótikus, filozófiai regény, erőteljes dekadens és homoerotikus kicsengéssel. A regény először 1890-ben jelent meg a Lippincott's Monthly Magazine-ben. A folyóirat szerkesztői Joseph Marshall Stoddart irányítása alatt jelentős mértékben belenyúltak az eredeti szövegbe, mert az szerintük „túl erkölcstelen volt a kiadáshoz”. A cenzúra ellenére is nagy felháborodást okozott, volt olyan kritikus, aki „mérgezőnek” bélyegezte. 1891-ben a londoni Ward, Lock & Co. 20 fejezetes változatban jelentette meg, mely tartalmazta Stoddart változtatásait is. 2011-ben a Harvard University Press kiadta a cenzúrázatlan, eredeti változatot The Picture of Dorian Gray: An Annotated, Uncensored Edition címmel. Magyarul Kosztolányi Dezső és Schöpflin Aladár fordításában is megjelent.

## Cselekmény
Dorian Gray szépsége annyira lenyűgözi Basil Hallward festőt, hogy portrét fest a fiatalemberről, aki miközben modellt ül a képhez, Lord Henry Wotton elméleteit hallgatja a hedonista életről. Ennek hatására arra az álláspontra jut, hogy az egyetlen, amiért érdemes élni, az a szépség. Azt kívánja, bárcsak inkább a festmény öregedne helyette. 
Dorian megismerkedik Sibyl Vane színésznővel, akinek udvarolni kezd és feleségül is kéri. A nőt teljesen elvarázsolja a gyönyörű fiatalember, olyannyira, hogy nem tud az előadásra koncentrálni és rossz játékát követően Lord Henry és Basil azt gondolják, Doriant csak a nő szépsége érdekli, nem a tehetsége. A szégyenkező Dorian szakít a nővel, azt mondja neki, hogy a tehetsége nélkül már nem tartja szépnek és érdektelenné vált a számára. A nő öngyilkosságot követ el. Dorian arcképe pedig megváltozik: minden tette hatással van a portréra, gúnyos mosoly jelenik meg rajta.
Dorian elzárja a portrét és a következő 18 évben a bűn minden formáját végigpróbálja, annak a dekadens francia regénynek a hatására, amit Lord Henrytől kapott. Egyik nap Basil kérdőre vonja őt életmódja miatt. Dorian nem tagadja a történteket. Megmutatja az immáron teljesen eltorzult portrét a festőnek, aki csak az aláírásról ismeri fel saját alkotását. A rémült férfi könyörög Doriannek, hogy imádkozzon a megváltásért, mire a feldühödött Dorian leszúrja egy késsel. 
Dorian egy ópiumbarlangba menekül a bűntudat elől, ahol tudtán kívül James Vane, Sybil bátyja is tartózkodik. James emlékszik, hogy a testvére „Mesebeli Hercegnek” nevezte hódolóját, aki miatt öngyilkos lett. Miután valaki így hívja Doriant az ópiumbarlangban, Vane kérdőre vonja, de Dorian meggyőzi, hogy nem lehet ő a keresett személy, hiszen ő fiatal, Sybil pedig 18 éve halt meg. Vane elengedi Doriant, ám egy nő az ópiumbarlangból megerősíti, hogy bizony ez a férfi Dorian Gray és nem öregszik. Vane követni kezdi Doriant, aki rettegni kezd az életéért. Egy vadászat során azonban véletlenül lelövik a bozótosban bujkáló Vane-t. 
Hazatérve Londonba Dorian elhatározza, hogy ezentúl erkölcsösen fog élni, és azzal kezdi, hogy nem töri össze a naiv Hetty Merton szívét. Dorian reméli, hogy újdonsült jótékonykodása visszafordítja a portré torzulását, ám amikor előveszi a képet, az még torzabb. Dorian rádöbben, hogy „erkölcsösségét” valójában a képmutatás, a kíváncsiság és a hiúság vezérelte. Úgy találja, hogy az egyetlen, ami múltbéli bűneihez köti, a festmény. Arra gondol, hogy „ez a kép az ő lelkiismerete volt. Igen, a lelkiismerete. Hát most majd megsemmisíti.” Felkapja a kést, amivel megölte Basilt és a festménybe vágja. A szolgálók sikolyt hallanak a szobából, és egy vén, torz ember testét találják a földön Dorian Gray gyűrűjével az ujján, miközben a festményen a férfi újra fiatal és szép.

## Szereplők
Basil Hallward az, aminek én hiszem magam, Lord Henry az, aminek a világ hisz engem, Dorian az, ami én szeretnék lenni – egy másik korban.

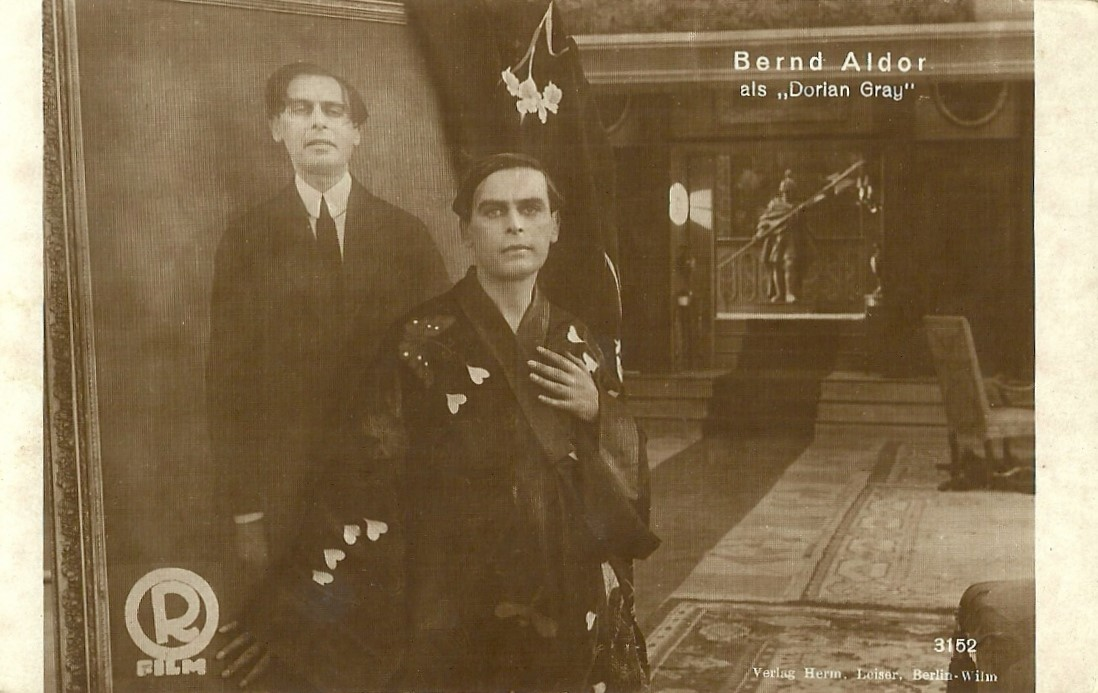
Bernd Aldor mint Dorian Gray a Das Bildnis des Dorian Gray című 1917-es német filmadaptációban

- Dorian Gray: jóképű, nárcisztikus fiatalember, akit elvarázsol Lord Henry hedonista világfelfogása, aminek következtében kizárólag vágyainak kezd élni, minden lehető bűnt elkövet, mely végül a halálához vezet. Feltételezések szerint az alakot John Gray költőről mintázta,[10] azonban Gray mindezt hevesen cáfolta.[11]
- Basil Hallward: festő, rendkívül erkölcsös férfi, akit megigéz Dorian Gray szépsége és a fiatalember a múzsájává válik. A róla készült portré a mesterműve. Rupert Croft-Cooke szerint a szereplőt Wilde Charles Haslewood Shannon angol festőről mintázta.[10]
- Lord Henry „Harry” Wotton: dölyfös arisztokrata, dekadens dendi, aki az önmagától semmit meg nem tagadó, hedonista filozófia híve. Basil barátja, de Dorian szépsége miatt elhanyagolja a festőt. Lord Henry feslett erkölcsöket hirdető világképe megrontja Doriant, aki sikeresen magáévá teszi ezt a hitvallást. Basil megjegyzi azonban, hogy Lord Henry csupán szónokol a hedonizmusról, ő maga nem így él. Feltételezések szerint Wilde Lord Ronald Gowerről mintázta az alakot.[10]
- Sibyl Vane: tehetséges, szerény származású színésznő, akibe Dorian beleszeret. A Dorian iránt érzett szerelme tönkreteszi színészi tehetségét. Miután Dorian elhagyja, a lány öngyilkosságot követ el. Lord Henry Opheliához hasonlítja a Hamletből.
- James Vane: Sybil bátyja, tengerész. Rendkívül védelmező a húgával szemben, különösen mivel édesanyjukat csak Dorian pénze érdekli. Úgy véli, Dorian szándékai nem tisztességesek és megesküszik, hogy megöli Doriant, ha a húgának baja esik. Sybil halála után James szinte vadászni kezdi Doriant, ám őt ölik meg véletlenül egy vadászat során.
- Alan Campbell: kémikus, egykoron Dorian barátja, akit Dorian zsarol, hogy segítsen neki eltüntetni Basil holttestét. Campbell később főbe lövi magát.
- Lord Fermor: Lord Henry nagybátyja
- Adrian Singleton Dorian fiatal barátja, akit Dorian becsábít az ópiumbarlangba és akinek ezzel tönkreteszi az életét.
- Victoria: Lord Henry felesége, akivel lekicsinylően bánik. A nő végül elválik tőle.

## Utalások
A regényt Goethe Faustja ihlette, a két mű között számos párhuzam fedezhető fel azon túl is, hogy mindkét főszereplő eladja a lelkét, és mindkettejüket valaki más bujtja fel: Faustot az ördög, Doriant pedig a mások manipulálását élvező Lord Henry. Akárcsak az ördög teszi Fausttal, Lord Henry is tanulmányozza Dorian viselkedését, ám úgy tűnik, hogy Lord Henry nincs tudatában annak, hogy ő vezette rossz útra a fiatalembert, saját elmondása szerint ő csak kihozza belőle az „igazi énjét”. A fiatalság mindkét műben fontos szerepet kap: Faust egy boszorkány bájitalában keresi a fiatalság kulcsát, Dorian a festményből kölcsönzi. Dorian és Sybil kapcsolata hasonló Faust és Margit (Gretchen) kapcsolatához. A két lány anyját is hasonlóan a pénz motiválja, és mindkettőnek van egy bátyja, aki meg akarja bosszulni a húgát, de elbukik.
A mű több utalást is tartalmaz William Shakespeare műveire. A regény előszavában Wilde A vihar Calibanjára utal: „A tizenkilencedik század ellenszenve a realizmus ellen Caliban dühe, mikor meglátja saját arczát a tükörben. A tizenkilencedik század ellenszenve a romantika ellen Caliban dühe, mikor nem látja saját arczát a tükörben” (Schöpflin Aladár fordításában). Dorian Sybillre Shakespeare-drámák főszereplőnőinek nevén hivatkozik, mely darabokban a színésznő játszott, később pedig a Hamletből idéz.
Wilde nem nevezi meg azt a dekadens francia regényt, melyet Lord Henry ad Doriannek, Richard Ellmann irodalomkritikus azonban azt írja, hogy a tárgyalásán bevallotta, hogy a könyv „majdnem” Joris-Karl Huysmans A különc (À rebours) című műve. Egy levelezőpartnerének azt írta, hogy „fantasztikus variációt” hozott létre és egy nap majd leírja. A Dorian Gray arcképében a regény egyes fejezeteire való utalások szándékosan pontatlanok.
Elképzelhető, hogy a regényre Benjamin Disraeli Vivian Grey (1826) című munkája is hatással volt. Wilde köztudottan kedvelte Disraeli műveit, Sibyl Vane neve Disraeli Sybil című regénye főhősnőjének és Vivian Grey tragikus sorsú szerelmének, Violet Fane nevének a módosított változata lehet. A Vivian Greyben van egy olyan jelenet is, amikor egy „gyönyörű teremtmény” festményén a szemek megmozdulnak, amikor a festmény alanya meghal.

## Háttér

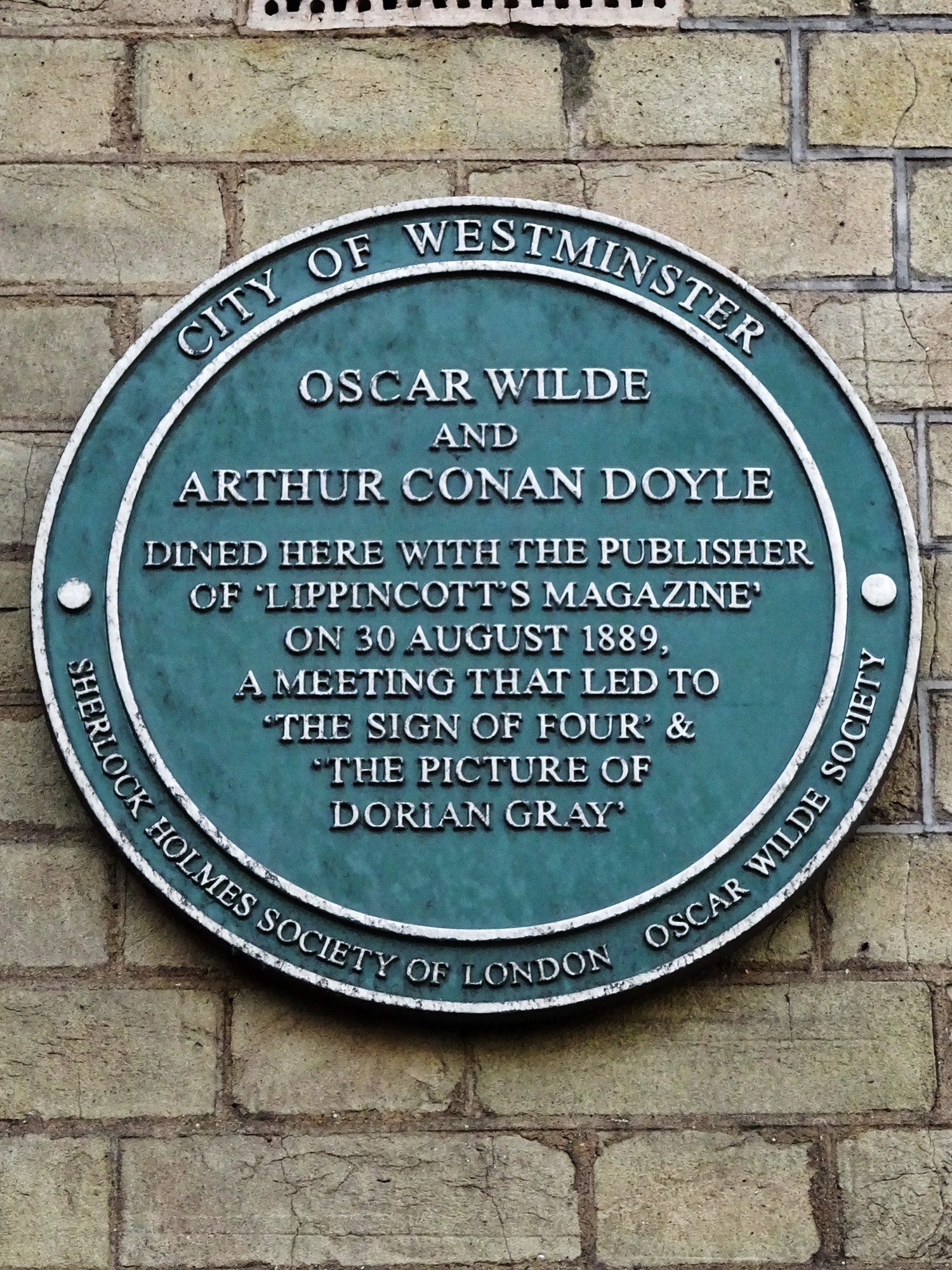
Wilde, Conan Doyle és a kiadó találkozását megörökítő emléktábla Londonban, a 1 Portland Place, Regent Street cím alatt

A Dorian Gray arcképe eredetileg sorozatos kiadásra tervezett kisregény volt, melyet a Lippincott’s Monthly Magazine felkérésére írt Wilde. 1889-ben a Lippincott egyik szerkesztője, J. M. Stoddart Londonba látogatott, hogy kisregényeket hajtson fel a folyóirat számára. 1889. augusztus 30-án Stoddart Oscar Wilde-dal, Arthur Conan Doyle-lal és T. P. Gill-lel vacsorázott a Langham Hotelben, ahol kisregényeket rendelt az íróktól. Conan Doyle A négyek jele (The Sign of the Four) című második Sherlock Holmes-regényét küldte be, mely 1890 februárjában jelent meg a folyóiratban, Wilde azonban csak 1890 áprilisában küldte el a kéziratot a kiadónak, kilenc hónappal a felkérés után.
Stoddartot lenyűgözte az írás, de egy levélben megírta a kiadónak, George Lippincottnak, hogy a szövegen változtatásokat kell eszközölni, mert nyers formájában nem megfelelő kiadásra: „jelen állapotában számos dolog van benne, melyet egy ártatlan hölgy nehezményezne”. A szerkesztő ígéretet tett, hogy minden megtesz annak érdekében, hogy a „legkényesebb ízlésnek” is megfelelő legyen a mű. Stoddart és a többi szerkesztő számos dolgot eltávolított Wilde eredeti szövegéből, többek között a homoszexualitásra és a homoerotikus vágyakra tett utalásokat, a fiktív író Catulle Sarrazinre és Le Secret de Raoul című könyvére tett minden utalást, valamint azt is, hogy Sybil Vane és Hetty Merton Gray szeretői voltak.
A The Picture of Dorian Gray 1890. június 20-án jelent meg a Lippincott’s Monthly Magazine júliusi számában. A britek felháborodtak a kisregényen, erkölcstelennek bélyegezték, és olyan nagy negatív visszhangja lett, hogy a W H Smith minden példányt visszavont a vasútállomásokon található könyvesbódéikból. A felháborodás megértéséhez fontos tudni, hogy a viktoriánus Angliában a homoszexualitást nem nézték jó szemmel, 1885-ben törvény is megtiltotta a férfiak közötti nemi kapcsolatot. A negatív fogadtatás hatására Wilde visszavett a homoerotikus utalásokból, hogy egyszerűbbé tegye a történet morális üzenetét. Az 1890-es folyóiratos kiadásban Basil azt mondja Henrynek, hogy rajong Dorianért és könyörög neki, hogy ne vegye el tőle a személyt, aki megédesíti az életét. Ezzel szemben az 1891-es könyvváltozatban Basil már nem az érzelmekre koncentrál, hanem a művészetre: „Ne vedd el tőlem azt az egyet, aki művészetem minden varázsát adja: az életem, a művészetem függ tőle”.
A könyvverzió a korábbi 13 helyett 20 fejezettel jelent meg, a folyóiratban megjelent utolsó fejezetet két fejezetre választották szét. Wilde kiegészítette a szöveget, Dorian karakterét dolgozta ki jobban és származásáról adott több információt, amivel „meggyőzőbbé” vált pszichológiai összeomlása.

## Magyar nyelvű kiadások
- Gray Dorian arczképe. Regény; ford. Konkoly Tivadar; Országos Irodalmi R.t., Bp., 1904
- Dorian Gray arcképe. Dráma; Wilde nyomán; átdolg. Hajó Sándor; Lampel, Bp., 1907 (Fővárosi színházak műsora)
- Dorian Gray arczképe. Regény; ford. Schöpflin Aladár; Lampel, Bp., 1907
- Dorian Gray arcképe, 1-2.; ford. Kosztolányi Dezső; Genius, Bp., 1922 (Oscar Wilde összes művei)
- Dorian Gray képmása. Cenzúrázatlan változat; szerk., tan. Nicholas Frankel, ford. Dunajcsik Mátyás, Shakespeare-idézetek ford. Nádasdy Ádám; Helikon, Bp., 2014

## Adaptációk
A Dorian Gray arcképét számos alkalommal adaptálták, több film, színmű és musical is született belőle. A teljesség igénye nélkül:
Filmek és televíziós sorozatok
- The Picture of Dorian Gray, 1913, amerikai film
- The Picture of Dorian Gray, 1915, amerikai film
- The Picture of Dorian Gray, 1916, brit film
- Das Bildnis des Dorian Gray, 1917, német film
- Az élet királya, 1918, magyar film
- Dorian Gray képe (The Picture of Dorian Gray), 1945, amerikai film
- El Retrato de Dorian Gray, 1969, mexikói televíziós sorozat
- Il dio chiamato Dorian, 1970, olasz film
- Le Portrait de Dorian Gray, 1977, francia film
- Dorian Gray bűnei (The Sins of Dorian Gray), 1983, amerikai tévéfilm
- Dorian (Pact with the Devil), 2004, brit–kanadai film
- Dorian Gray, 2009, brit film

Színdarabok és musicalek
- Dorian Gray (musical), első bemutató: 1990, Rock Színház. Zene: Várkonyi Mátyás, szöveg: Gunar Braunke, Ács János.[25][26] Angolra fordította: Duncan Shiels, németre fordította: Michael Kunze, Gunar Braunke.[27]
- Dorian Gray, Matthew Bourne táncdarabja, bemutatójára az Edinburgh-i Fesztiválon került sor 2008-ban.[28]
- Dorian (musical),  East Haddamben, Connecticutban mutatták be 2000-ben.[29]
- Dorian Gray eredeti musical koreai nyelven, első bemutató: 2016, Szöul, főszerepben Kim Dzsunszu.[30]

## Fordítás
- Ez a szócikk részben vagy egészben  a   The Picture of Dorian Gray című angol Wikipédia-szócikk fordításán alapul.  Az eredeti cikk szerkesztőit annak laptörténete sorolja fel. Ez a jelzés csupán a megfogalmazás eredetét és a szerzői jogokat jelzi, nem szolgál a cikkben szereplő információk forrásmegjelöléseként.